# Holmeja
Holmeja est une localité suédoise située dans la commune de Svedala en Scanie.
Sa population était de 229 habitants en 2019.